# منصور لاکهال
منصور لاکهال (انگلیسی: Mansour Lakehal؛ زادهٔ ۳۰ دسامبر ۱۹۸۳) بازیکن فوتبال اهل الجزایر است.